# Countdown!
Countdown! ist der sechzehnte James-Bond-Roman, der nicht von Ian Fleming geschrieben wurde. Nach Flemings Tod 1964 wurden andere Autoren von der Ian Fleming Publications Limited beauftragt, die James-Bond-Romanreihe fortzuführen. Der Roman wurde am 1. Januar 1998 in deutscher Erstveröffentlichung vom Heyne Verlag publiziert.

## Inhalt
Während die Übergabe der Souveränität über Hongkong von den Briten an die Volksrepublik China näher rückt, hat Bond zehn Tage Zeit, um eine Reihe von Terroranschlägen zu untersuchen, die die fragile Übergabe stören und zum Ausbruch eines groß angelegten Krieges führen könnten. Gleichzeitig wird im australischen Outback eine Atombombe testgezündet. In Hongkong verdächtigt Bond den britischen Reeder Guy Thackeray, den er beim Mahjong in einem Casino in Macau beim Schummeln erwischt. Später, nachdem er den Betrüger betrogen und eine große Summe von Thackerays Geld gewonnen hat, nimmt Bond an einer Pressekonferenz teil, auf der Thackeray ankündigt, dass er seine Firma EurAsia Enterprises an die Chinesen verkaufen wird. Was der Öffentlichkeit nicht bekannt gegeben wird, ist, dass dies auf ein längst vergessenes Rechtsdokument zurückzuführen ist, das den Nachkommen von Li Wei Tam das Eigentum an dem Unternehmen zuspricht, falls die Briten jemals die Kontrolle über Hongkong verlieren sollten. Da man davon ausgeht, dass die Nachkommen China verlassen haben, beansprucht General Wong das Dokument im Namen der chinesischen Regierung und zwingt Thackeray zum Rauswurf. Unmittelbar nach der Ankündigung wird Thackeray durch eine Autobombe getötet, die von einem unbekannten Attentäter gelegt wurde, das letzte einer Reihe von Attentaten, bei denen der gesamte Vorstand von EurAsia sowie mehrere Mitarbeiter ums Leben kamen.
Über seinen Hongkonger Kontaktmann T.Y. Woo ermittelt Bond auch gegen Li Xu Nan, das Oberhaupt der Drachenschwingen-Gesellschaft und rechtmäßigen Nachfahren von Li Wei Tam. Lis Identität als Oberhaupt der Triaden soll ein Geheimnis bleiben, doch nachdem Bond eine Hostess, Sunni Pei, involviert hat, ist 007 gezwungen, sie vor den Triaden zu beschützen, weil sie einen Eid der Verschwiegenheit gebrochen hat. Als sie schließlich gefangen genommen wird, macht Bond einen Deal, um nach Guangzhou zu gehen und das lange vergessene Dokument von General Wong zurückzuholen, das Li Xu Nan bei der Übergabe am 1. Juli 1997 um Mitternacht das Eigentum an EurAsia Enterprises geben wird. Durch Lis Kontakte reist Bond erfolgreich und trifft General Wong in Guangzhou unter dem Deckmantel eines Anwalts aus England. Später fliegt Bonds Tarnung auf und T.Y. Woo, der Bond folgte, wird hingerichtet. Bond rächt den Tod seines Freundes, indem er General Wong tötet, das Dokument stiehlt, das er Li Xu Nan persönlich übergibt, und den Sunniten Pei rettet.
Da Li Xu Nan in Bonds Schulden steckt, nutzt Bond Lis Kontakte, um nach Australien zu reisen, um EurAsia Enterprises zu untersuchen und eine Verbindung zwischen EurAsia Enterprises und der Atomexplosion zu finden. Wie sich herausstellt, ist Thackeray sehr lebendig und hat in Australien unbekanntes Uran abgebaut, um seine eigene Atombombe zu bauen, die er in Hongkong zünden will, als Vergeltung für den Verlust des Erbes seiner Familie. Nach Hongkong zurückgekehrt, spüren Bond, Li Xu Nan und ein Kapitän der Royal Navy Thackerays Atombombe auf und entschärfen sie. Die Schlacht fordert das Leben von Li Xu Nan sowie von Thackeray, der von Bond im Hafen ertränkt wird.

## Ausgaben
Der Roman Countdown! erschien bereits 1997 in Großbritannien. Der Schriftsteller Raymond Benson trat die Nachfolge von John Gardner an, nachdem dieser 1996 mit Kalt seinen vierzehnten und letzten James-Bond-Roman veröffentlichte. Die deutsche Erstauflage war, wie zur damaligen Zeit üblich, stark gekürzt und vereinfacht übersetzt worden.

## Textfassungen
- Raymond Benson: James Bond 007, Countdown! Heyne, München 1998, ISBN 978-3-453-14717-1